# Cordón Martínez de Rozas
El cordón Martínez de Rozas, cordón del Bosque o cordón Oriente es un cordón montañoso ubicado en la Patagonia austral. En su parte norte actualmente es el límite entre Chile y Argentina y el resto del cordón forma parte de la reserva provincial Lago del Desierto en la provincia de Santa Cruz de este último país.
El cordón montañoso se extiende por un espacio de 35 km en el sentido noreste-suroeste, teniendo como puntos extremos, por el norte, la ribera sur del Lago O'Higgins/San Martín y por el sur un espolón rocoso que cae al valle medio del río de las Vueltas.
Martínez de Rozas es también la divisoria local de aguas que separa el ambiente andino del Pacífico, de las sierras y pampas situadas al oriente de este.

## Historia y toponimia

### Toponimia
Su nombre proviene de Juan Martínez de Rozas, prócer de la independencia de Chile.

### Disputa por su posesión

En este mapa se muestra la disputa territorial entre ambos países (en rojo se muestra el cordón).

En 1921 llega el chileno Vicente Ovando Vargas a asentarse en la zona. Posteriormente surge la discrepancia del límite y por lo tanto, conflictos entre los colonos chilenos y gendarmes argentinos.
El territorio formó parte de la disputa de la laguna del Desierto por lo que no hubo consenso sobre el límite hasta 1994, año en que un tribunal arbitral falla a favor de Argentina, dándole así la mayoría del cordón.
En Chile, este cordón montañoso fue considerado el límite oriental del territorio circundante a laguna del Desierto, mientras que para Argentina solo la sección norte correspondía al límite.